# Sara Socas
Sara Socas Martín (née le 30 août 1997 à Tegueste, Tenerife) est une chanteuse de hip-hop, beatboxer, rappeuse freestyle et compositrice espagnole,,.

## Biographie

### Jeunesse et éducation
Socas obtient un double diplôme en journalisme et communication audiovisuelle à l'Université Charles-III de Madrid. 

### Carrière
Elle commence dans le monde du rap freestyle en 2013 et joue également de plusieurs instruments de musique, tels que la guitare, le piano et la basse,. Elle est collaboratrice de l'émission de radio La Ventana de la Cadena SER avec le rappeur Arkano, ainsi que rédactrice en chef à Los 40. Socas organise également des ateliers de rap dans plusieurs instituts de la Communauté de Madrid destinés aux adolescents en risque d'exclusion sociale.
En 2019, elle est l'une des deux seules femmes à participer au Red Bull Batallas de los Gallos, avec la rappeuse Erika2Santos. En décembre de la même année, elle est la seule femme à participer à la Batailla de los Gallos d'Otumba, à Mexico, réalisée par l'organisation de freestyle de la Beatle League. Sa riposte féministe au combat contre Rapder lors de cet événement fait d'elle un sujet tendance sur Twitter la faisant connaître au grand public,.
En 2019, elle présente avec Vlack Moteur ses chansons Ahora me quiero más et Sugarina en plus de la chanson Vuelve avec l'auteur-compositeur-interprète Fran Mariscal,,. Socas est à l'affiche du festival Holika 2020

## Reconnaissances
Sara Socas remporte la deuxième édition du Girl Battle à Madrid en 2017, où elle bat la rappeuse Rasvy en finale. Elle atteint également les quarts de finale du combat de DH17 et du Pre-Nacional Battle de Royal Rap. L'année suivante, en 2018, elle remporte le Girl Battle 2018, un tournoi de combats féminines, et la Batalla de Azuqueca 2018. Cette année-là, elle atteint également les quarts de finale de l'Urban Festival de Madrid.